# Mohammed Farah Aidid

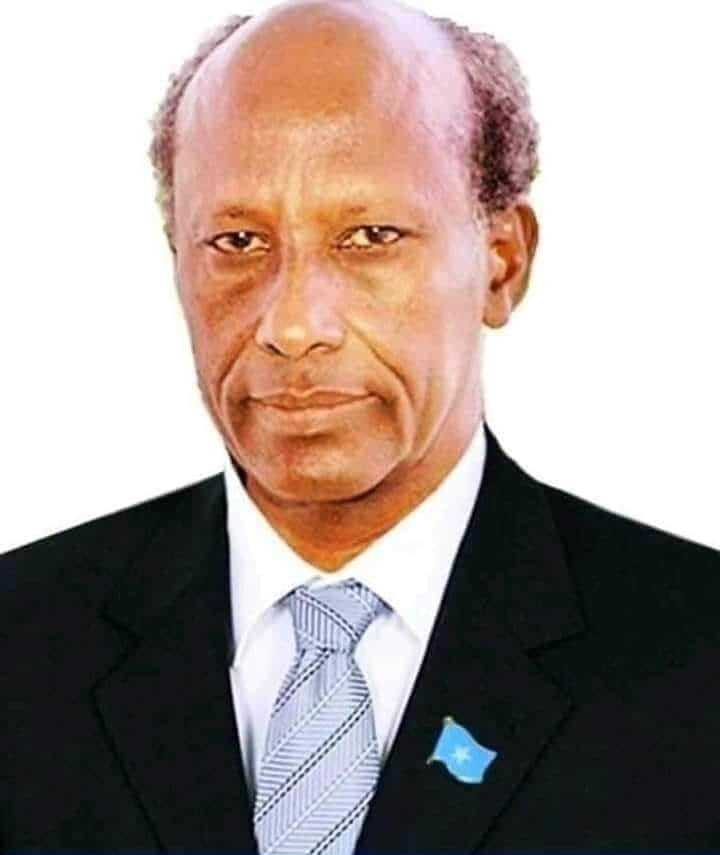
Mohammed Farah Aidid, 1995

Mohamed Farah Aidid (Somali: Maxamed Faarax Caydiid; englisch auch Aideed geschrieben) (* 15. Dezember 1934 in Beledweyne; † 1. August 1996 in Mogadischu) war ein politischer Führer in Somalia, der oftmals als Warlord (Kriegsherr) bezeichnet wurde. Er entstammte dem Clan der Habar Gidir (Subclan der Hawiya) und war militärischer Anführer des Vereinten Somalischen Kongresses, der wesentlich am Sturz des Diktators Siad Barre 1991 beteiligt war. Nach diesem Erfolg beanspruchten Aidid wie auch Ali Mahdi Mohammed das Amt des Präsidenten und lieferten sich heftige Kämpfe vor allem in Mogadischu, die das ganze Land in Mitleidenschaft zogen. International bekannt wurde Aidid, als er sich ab 1992 mit seiner Somalischen Nationalen Allianz gegen die humanitäre Intervention UNOSOM wandte und deswegen zum Hauptziel der Militärintervention UNITAF wurde.

## Leben
Aidid wurde am 15. Dezember 1934 als Mohammed Farah Hassan in Beledweyne im damaligen Italienisch-Somaliland geboren. Von seiner Mutter erhielt er den Beinamen Aidid, was so viel bedeutet wie „Der ohne Schwächen“. Gemeinsam mit 13 weiteren jungen Männern (darunter Siad Barre) erhielt Aidid ab 1954 eine Kadettenausbildung in Rom und wurde Polizeioffizier. Im Jahre 1959 wurde er Soldat und erhielt ein umfassendes militärisches Training in der Sowjetunion.

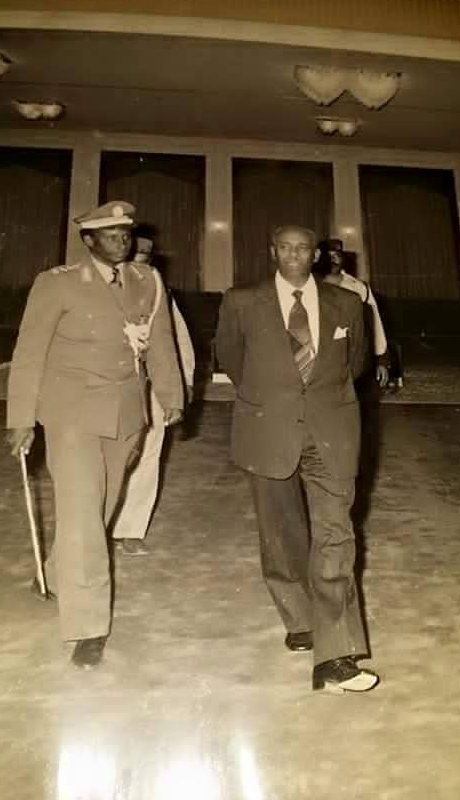
Siad Barre und Aidid während des Ogadenkrieges

Am Putsch Siad Barres im Jahre 1969 war Aidid nicht beteiligt, doch kurz darauf geriet er unter Verdacht, mit US-Hilfe einen Regierungsumsturz zu planen. Er wurde für sechs Jahre inhaftiert und erst nach einem Nervenzusammenbruch entlassen. Trotzdem stieg er zum Chef der Aspima, der staatlichen Medikamentenmonopolgesellschaft, und zum Oberst der Streitkräfte auf. Als Offizier bewährte er sich im Ogadenkrieg gegen Äthiopien (1977/78) und erhielt deshalb einen Botschafterposten in Indien. Ende der 1980er-Jahre riefen ihn die Ältesten der Hawiya-Clans nach Addis Abeba, um ihn für die Rebellion gegen Siad Barre zu gewinnen. Aidid schloss sich der Rebellenorganisation Vereinigter Somalischer Kongress (USC) an und baute die Streitkräfte der Organisation auf. Diese Streitkräfte trugen ab 1988 die Hauptlast im Bürgerkrieg gegen die Regierung Barres, der schließlich am 26. Januar 1991 gestürzt wurde. Nunmehr proklamierte sich Ali Mahdi Mohammed als Präsident des USC zum neuen Staatspräsidenten Somalias. Aidid als Oberkommandierender der USC-Streitkräfte trat diesem Anspruch sofort mit Waffengewalt entgegen. Der USC spaltete sich daraufhin zwischen Aidids Habar Gidir-Unterclan und Ali Mahdi Mohammeds Unterclan der Abgal-Hawiya. Ali Mahdi kontrollierte in der Folgezeit den Norden, Aidid den Süden der Hauptstadt Mogadischu.

### Aidid und die Intervention der UNOSOM/UNITAF
Im Dezember 1992 schloss Aidid mit anderen Clanführern einen Waffenstillstand, bereits im Juni desselben Jahres hatte er das Bündnis “Somalische Nationale Allianz” (SNA) geschlossen. Die Vereinten Nationen hatten inzwischen im Rahmen der UNOSOM-Mission knapp 30.000 Soldaten in Somalia stationiert, die die Nahrungsmittellieferungen an die von Hungersnot betroffene Bevölkerung sichern sollten.
Die Chancen auf eine friedliche Zusammenarbeit mit den Vereinten Nationen wurden jedoch zunichtegemacht, als am 5. Juni 1993 Kämpfer von Aidids Clan 23 pakistanische UN-Soldaten töteten sowie weitere 63 verletzten und die UN daraufhin die Resolution 837 verabschiedete infolge dieser im Juli 1993 die Operation Michigan durchgeführt wurde. Aidid wandte sich mit seiner SNA entschieden gegen die UNOSOM, die er als „kolonialistisches“ Unterfangen bezeichnete und von der er befürchtete, sie werde seinen Einfluss verringern. Es kam zu weiteren schweren Kämpfen zwischen seinen Truppen und der internationalen Truppe, wodurch auch die Nahrungsmittellieferungen behindert wurden. Die USA sahen Aidid daraufhin als den Hauptverantwortlichen für Bürgerkrieg und Hungersnot in Somalia an und boten gar 25.000 Dollar Kopfgeld für denjenigen, der Hinweise zu seiner Ergreifung geben konnte.
In Teilen der somalischen Bevölkerung erhielt Aidid jedoch auch Zuspruch für seinen Widerstand gegen die internationalen Truppen, indem er nationalistische Gefühle ansprach und unpopuläre Vorgehensweisen wie die Luftangriffe der USA auf Mogadischu anprangerte. Er selbst stilisierte sich zum Helden eines antikolonialen Befreiungskampfes hoch.
Am 3. Oktober 1993 versuchte eine Gruppe von US-Rangern und Einheiten der Delta Force, Aidids führenden politischen Berater und einen seiner Minister in Mogadischu zu verhaften. Die Gothic Serpent genannte Operation verlief jedoch nicht nach Plan, und 18 US-Amerikaner, ein malaysischer UN-Soldat und ca. 1.000 Somalier starben bei blutigen Straßenkämpfen. Diese Ereignisse wurden als „Schlacht von Mogadischu“ bekannt und im Action-Film Black Hawk Down von Ridley Scott verfilmt.
Im Nachgang dieser Ereignisse wurde die Fokussierung der Vereinten Nationen und der USA in Somalia auf die Ergreifung Aidids hinterfragt, da sie dessen politische und militärische Rolle eher noch gestärkt habe. Am 16. November 1993 beendete der Sicherheitsrat der Vereinten Nationen die Suche nach Aidid formell, indem mit der UN-Resolution 885 „Haftbefehle gegen Personen, die möglicherweise in die Angriffe (auf UN-Truppen) involviert waren“ suspendiert wurden. Damit setzte man wieder auf politische Versöhnung und nicht militärisches Vorgehen.

### Nach der UNOSOM
Als die UN-Soldaten Somalia 1995 verließen, erklärte sich Aidid zum Präsidenten des Landes. Seine Regierung wurde jedoch nie international anerkannt. Er blieb bis zu seinem Tode eine bedeutende politische und militärische Persönlichkeit in Somalia. 1995–1996 kämpfte er im sogenannten „Bananenkrieg“ gegen Osman Ali Atto um die lukrativen Bananenexporte in der Stadt Merka.
Am 1. August 1996 starb Aidid. Wahrscheinlich erlag er einer Schussverletzung, die er sich eine Woche zuvor bei einem Feuergefecht mit Oppositionstruppen eingehandelt hatte. Sein Sohn Hussein Mohammed Farah wurde vom Habar-Gidir-Clan zum Nachfolger ernannt.

## Weitere Quellen
1. ↑  United Nations, United Nations. Department of Public Information: The blue helmets : a review of United Nations peace-keeping. 3rd ed Auflage. United Nations Dept. of Public Information, New York, NY 1996, ISBN 92-1100611-2.
2. ↑  [Weber, Mathias: Der UNO-Einsatz in Somalia, S. 86.]
3. ↑  Time Magazine, June 28 1993: Wanted: Warlord No. 1
4. ↑  New York Times, December 18, 1993: U.S. Envoy Says Crackdown Strengthened Aidid's Faction
5. ↑  New York Times, November 17, 1993: Search for Aidid officially ended
6. ↑  President Aidid's Somalia. 28. Juni 2011, archiviert vom Original am 28. Juni 2011; abgerufen am 5. Oktober 2022.  Info: Der Archivlink wurde automatisch eingesetzt und noch nicht geprüft. Bitte prüfe Original- und Archivlink gemäß Anleitung und entferne dann diesen Hinweis.
7. ↑  Somali Faction Leader Gen. Aidid Is Dead, Radio Says. Abgerufen am 5. Oktober 2022 (englisch).
8. ↑  Somalia – DHA: 1-30 September 1996. 27. September 2007, archiviert vom Original am 27. September 2007; abgerufen am 10. November 2022.  Info: Der Archivlink wurde automatisch eingesetzt und noch nicht geprüft. Bitte prüfe Original- und Archivlink gemäß Anleitung und entferne dann diesen Hinweis.

| Personendaten    | Personendaten                                                                                                |
| ---------------- | --- |
| NAME             | Aidid, Mohammed Farah                                                                                        |
| ALTERNATIVNAMEN  | Hassan, Mohammed Farah (Geburtsname)                                                                         |
| KURZBESCHREIBUNG | politischer und militärischer Führer des Habar-Gidir-Clans in Somalia, Kriegsherr im somalischen Bürgerkrieg |
| GEBURTSDATUM     | 15. Dezember 1934                                                                                            |
| GEBURTSORT       | Beledweyne, Somalia                                                                                          |
| STERBEDATUM      | 1. August 1996                                                                                               |
| STERBEORT        | Mogadischu, Somalia                                                                                          |